# Linh dương Eland
Linh dương eland (danh pháp hai phần: Taurotragus oryx) là một loài động vật có vú thuộc chi Taurotragus, trong họ Bovidae, bộ Artiodactyla. Chúng là một loài linh dương sinh sống ở các trảng cỏ ở đông và nam châu Phi, được mô tả lần đầu bởi Peter Simon Pallas in 1766. Con đực trưởng thành cao 1,6 1.6 mét (5 ft) tại vai (con cái cao ít hơn 20 cm) và cân nặng trung bình 500–600 kilogram (1.100–1.300 lb, 340–445 kilogram (750–980 lb) đối với con cái). Nó là loài trâu bò lớn thứ nhì thế giới, nhỏ hơn một chút so với linh dương Eland lớn.
Đây là loài bản địa tại Botswana, Burundi, Cộng hòa Dân chủ Congo, Ethiopia, Kenya, Lesotho, Malawi, Mozambique, Namibia, Rwanda, Nam Phi, Nam Sudan, Eswatini, Tanzania, Uganda, Zambia và Zimbabwe nhưng không còn hiện diện ở Burundi và Angola.

## Hình ảnh

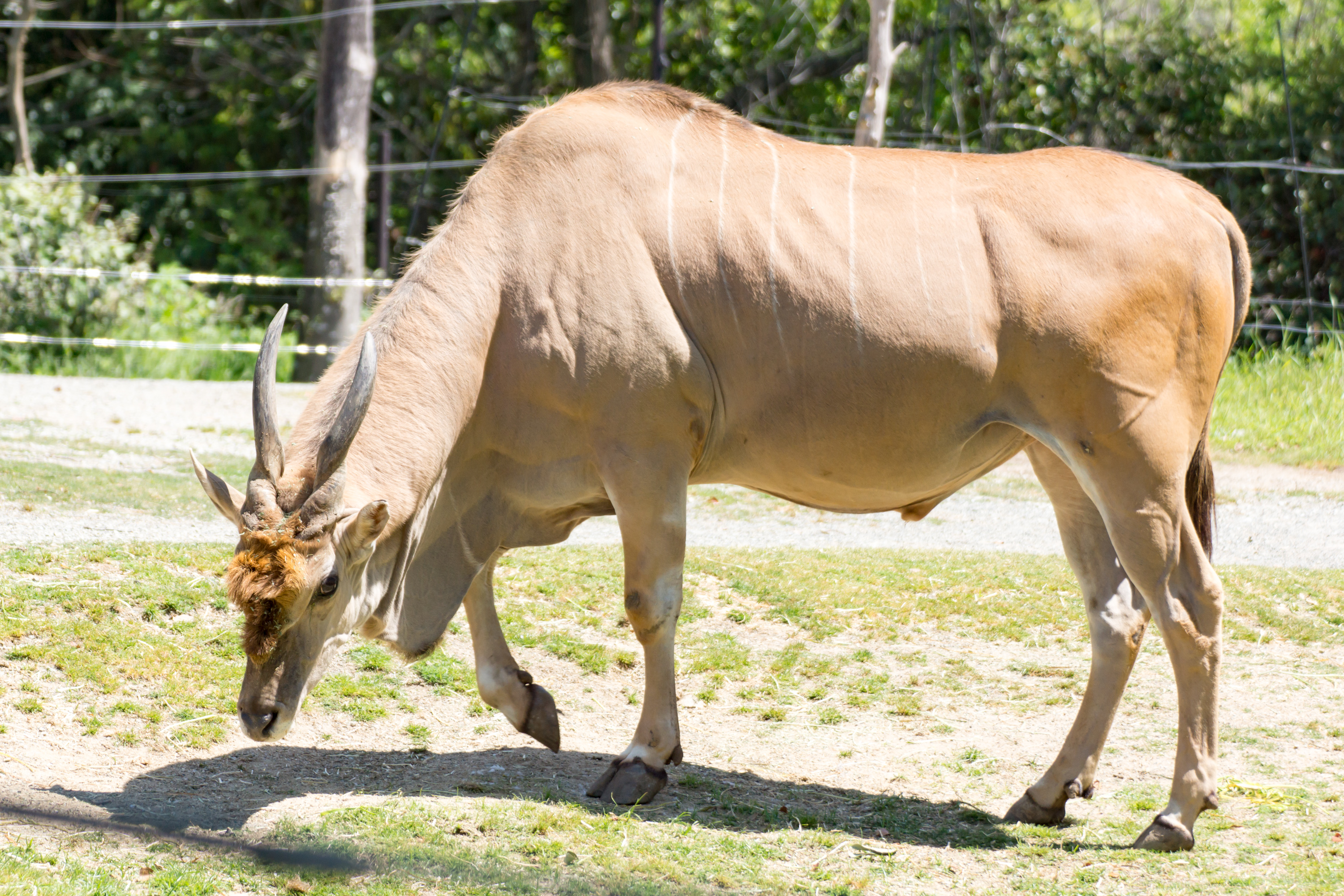
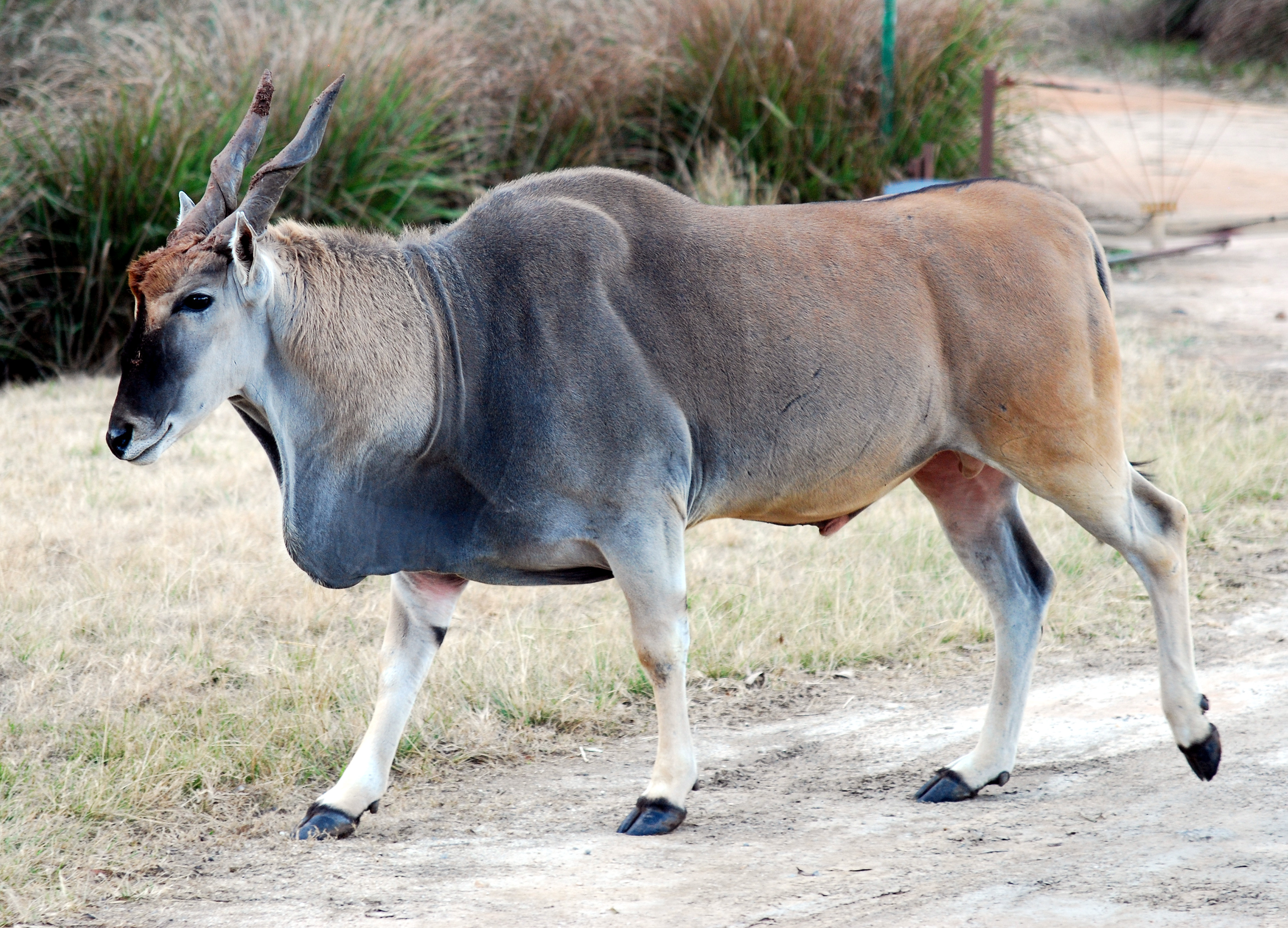
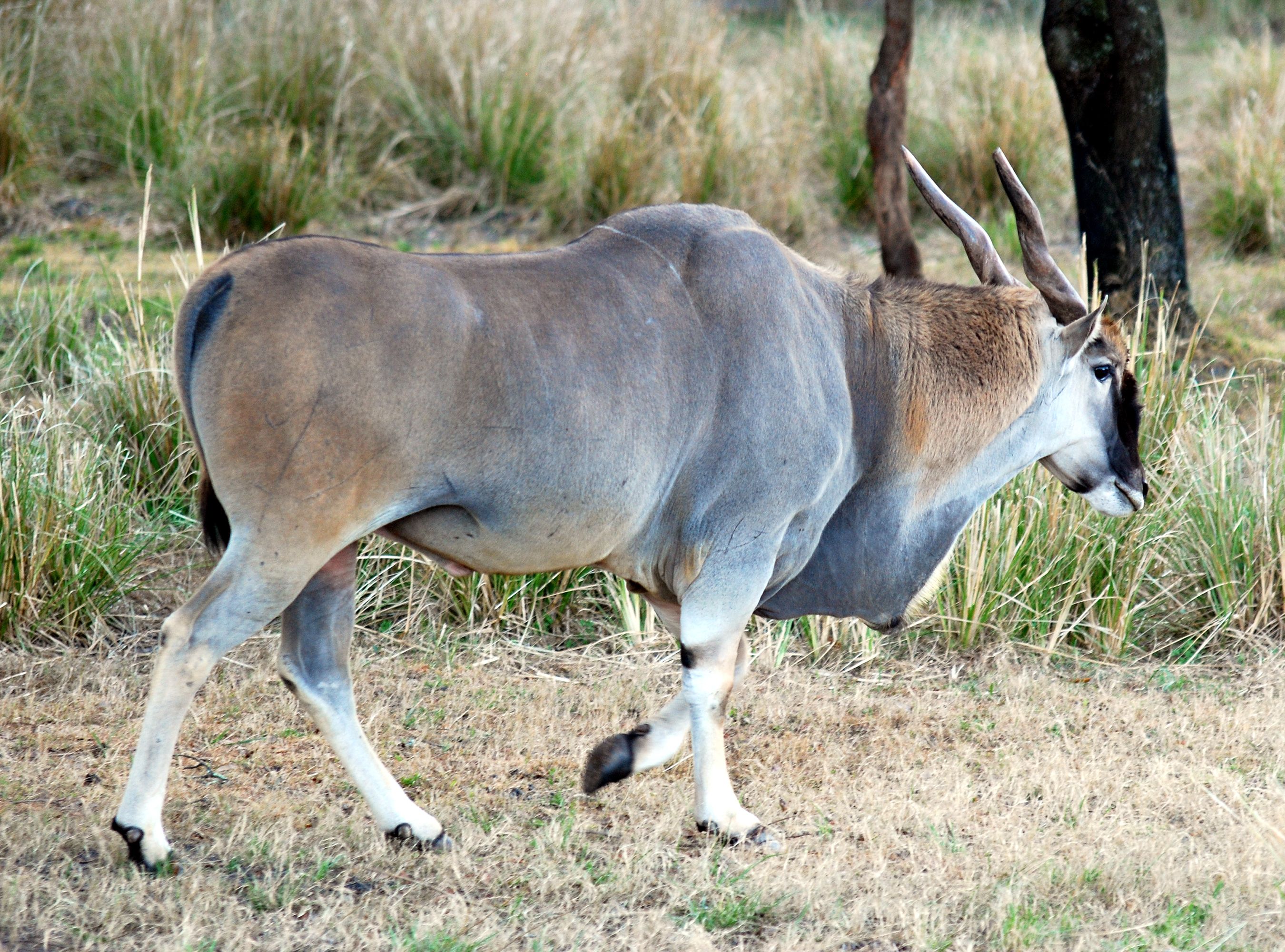
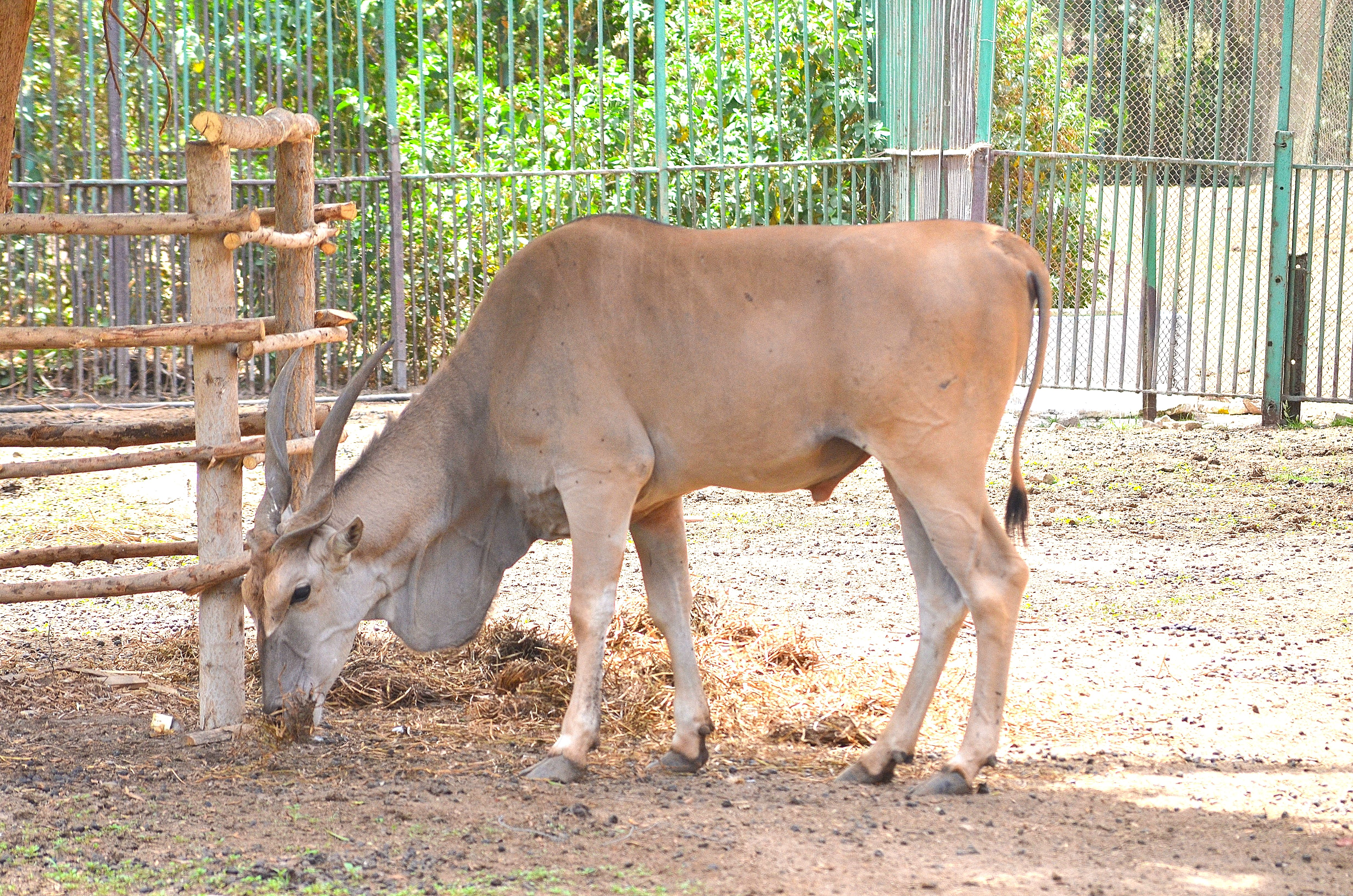
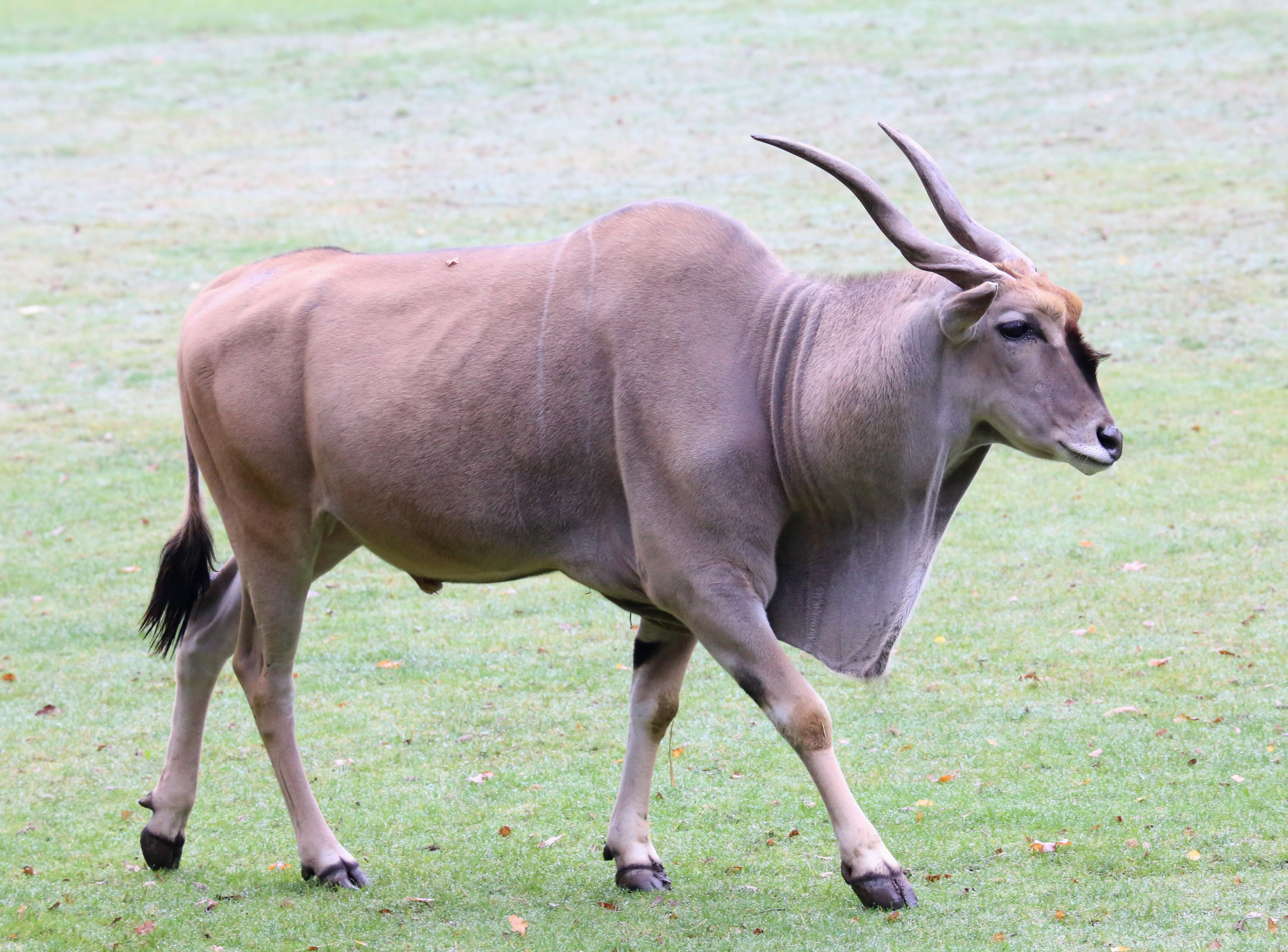
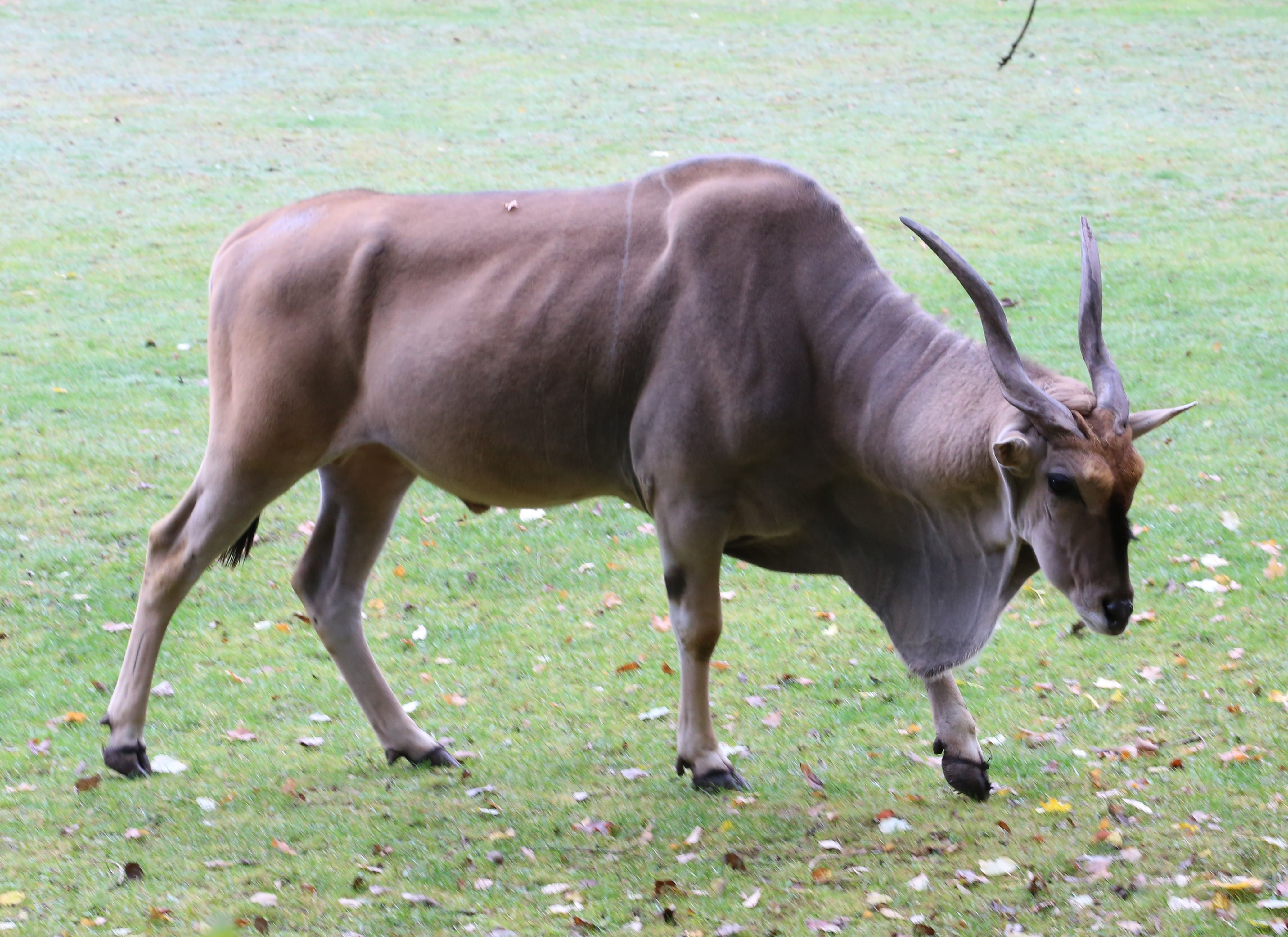
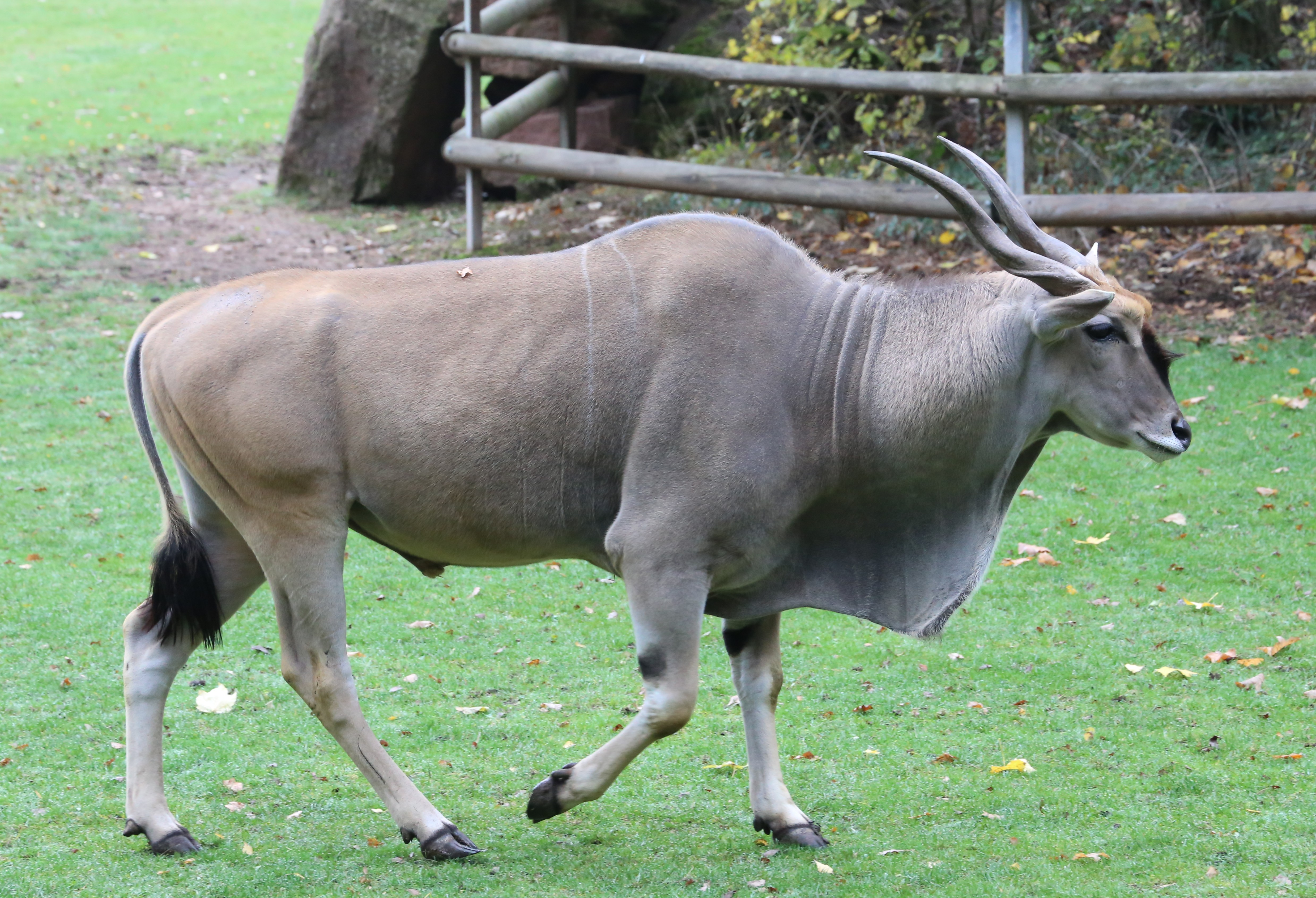
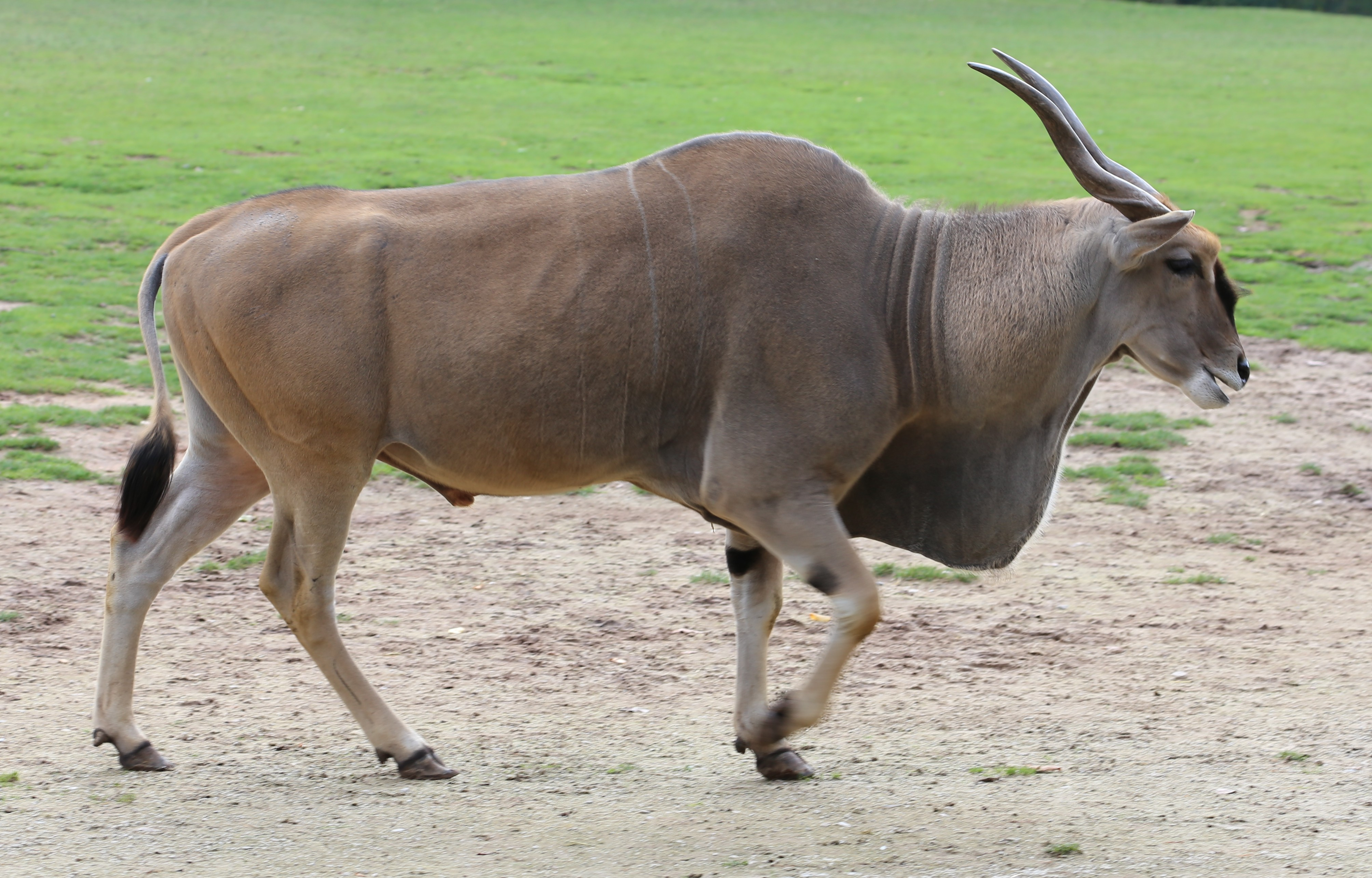

## Phân loài
- T. o. livingstonii
- T. o. oryx
- T. o. pattersonianus